# Das Seelenbrechen
Das Seelenbrechen – piąty album norweskiego multiinstrumentalisty i wokalisty Ihsahna. Wydawnictwo ukazało się  21 października 2013 roku nakładem wytwórni muzycznych Mnemosyne Records i Candlelight Records. Płytę poprzedził singel pt. „NaCl”, który trafił do sprzedaży 7 października, także 2013 roku. Do utworu powstało ponadto tzw. „lyric video”. Ihsahna w nagraniach wsparła jego żona Ihriel oraz perkusista Tobias Ørnes Andersen. Miksowanie i mastering nagrań wykonał Jens Bogren, znany m.in. ze współpracy z zespołem Opeth.
Tytuł płyty został zaczerpnięty z książki niemieckiego filozofa Friedricha Nietzsche pt. Menschliches, Allzumenschliches: Ein Buch für freie Geister.

## Lista utworów
Opracowano na podstawie materiału źródłowego.
| Nr  | Tytuł utworu | Autorzy | Długość |
| --- | ------------ | ------- | ------- |
| 1.  | „Hiber”      | Ihsahn  | 05:12   |
| 2.  | „Regen”      | Ihsahn  | 05:03   |
| 3.  | „NaCl”       | Ihsahn  | 04:24   |
| 4.  | „Pulse”      | Ihsahn  | 04:53   |
| 5.  | „Tacit 2”    | Ihsahn  | 04:58   |
| 6.  | „Tacit”      | Ihsahn  | 04:36   |
| 7.  | „Rec”        | Ihsahn  | 02:26   |
| 8.  | „M”          | Ihsahn  | 04:39   |
| 9.  | „Sub Äter”   | Ihsahn  | 05:15   |
| 10. | „See”        | Ihsahn  | 07:29   |
|     |              |         | 48:55   |

## Twórcy
Opracowano na podstawie materiału źródłowego.
| - Ihsahn – śpiew, gitara, instrumenty klawiszowe, gitara basowa, produkcja muzyczna, realizacja nagrań - Tobias Ørnes Andersen – perkusja - Jens Bogren – miksowanie, mastering |  | - Ritxi Ostáriz – oprawa graficzna - Ihriel – śpiew, zdjęcia |